# استارباک (مینه‌سوتا)
استارباک، مینه‌سوتا (به انگلیسی: Starbuck, Minnesota) یک شهر در ایالات متحده آمریکا است که در شهرستان پوپ (ابهام‌زدایی) واقع شده‌است.

## خصوصیات
استارباک ۴٫۰۷ کیلومترمربع مساحت و ۱٬۳۰۲ نفر جمعیت دارد و ۳۵۷ متر بالاتر از سطح دریا واقع شده‌است.